# فريتز كارل
فريتز كارل (بالألمانية: Fritz Karl)‏ (و. 1967  م) هو ممثل مسرحي، وممثل أفلام، وممثل تلفزي نمساوي.

## جوائز
حصل على جوائز منها:

رومي ‏

## وصلات خارجية
- فريتز كارل على موقع IMDb (الإنجليزية)
- فريتز كارل على موقع مونزينجر (الألمانية)
- فريتز كارل على موقع ألو سيني (الفرنسية)
- فريتز كارل على موقع ميوزك برينز (الإنجليزية)
- فريتز كارل على موقع أول موفي (الإنجليزية)
- فريتز كارل على موقع ديسكوغز (الإنجليزية)
- فريتز كارل على موقع قاعدة بيانات الفيلم (الإنجليزية)
- فريتز كارل على موقع كينوبويسك (الروسية)